# 摩根斯普林斯 (阿拉巴馬州)
摩根斯普林斯（英語：Morgan Springs）是一個位於美國阿拉巴馬州佩里縣的非建制地區。該地的面積和人口皆未知。

## 地理
摩根斯普林斯的座標為32°44′43″N 87°24′57″W / 32.74528°N 87.41583°W，而該地的平均海拔高度為117米（即384英尺）。